# 卡斯托爾諾耶區
51°49′00″N 38°08′00″E / 51.8167°N 38.1333°E
卡斯托爾諾耶區（俄语：Касторенский район），是俄羅斯的一個區，位於該國西部，由庫爾斯克州負責管轄，面積1,225平方公里，2010年人口18,195，人口密度每平方公里14.85人。